# Даїнцзян II
ГЕС Даїнцзян II (кит.: 大盈江二级水电站) — гідроелектростанція на півдні Китаю у провінції Юньнань. Знаходячись між ГЕС Dayingjiang I та ГЕС Dayingjiang III, входить до складу каскаду в середній течії річки Daying, лівої притоки Іраваді (одна з найбільших річок Південно-Східної Азії, що протікає майже виключно у М'янмі і впадає кількома рукавами до Андаманського моря та Бенгальської затоки).
В межах проекту річку перекрили бетонною греблею висотою 29 метрів, довжиною 92 метри та товщиною по гребеню 5 метрів. Утримуване нею невелике водосховище має корисний об'єм лише 175 тис. м3 та припустиме коливання між позначками 719 та 735 метрів НРМ (у випадку повені до 739,5 метра НРМ).
Гребля дозволяє відвести воду до прокладеного під правобережним масивом дериваційного тунелю довжиною 1,1 км та діаметром 8 метрів, котрий переходить у напірний водовід діаметром 5 метрів. В системі також працює вирівнювальний резервуар висотою 62 метри, який складається із шахти висотою 54 метри з діаметром 5 метрів і верхнього резервуару діаметром 18 метрів.
Основне обладнання станції становлять дві турбіни типу Френсіс потужністю по 35 МВт, які використовують різницю висот між верхнім та нижнім б'єфом у 43 метри.